# 昭應
昭应（?—?），战国时期楚国官员，出自昭氏。
前301年（周赧王十四年、楚怀王二十八年、齐宣王十九年、赵武灵王二十五年、魏襄王十八年、宋康王二十八年、秦昭襄王六年）魏国在陉山击败楚国，擒获唐明。楚王害怕，派昭应奉太子向齐国薛公孟尝君请和。赵主父（赵武灵王）想要破坏，于是联合秦国结交楚国、宋国，令仇郝为宋相，楼缓为秦相。秦国、赵国、宋国破坏了楚国与魏国、齐国的和局。
前300年（周赧王十五年、楚怀王二十九年、韩襄王十二年、秦昭襄王七年）雍氏之战，韩国向西周国索要粮食和武器。西周君派苏代劝说韩相国公仲。苏代说昭应建议楚王：“韩国疲于用兵，粮仓已空，无伐守城，我不过一月必克雍氏。”现在雍氏围城五月不能克，楚王已经怀疑昭应之计。现在韩国向西周索要粮食和武器，昭应知道了，一定劝楚王增兵攻打雍氏，雍氏必克。”公仲同意他，但说使者派出。苏代说建议将高都给西周。西周一定依附韩国，秦国听说后会大怒，不接纳西周的来使，这样用残破的高都换取完整的西周。公仲同意了，不索要粮食和武器而给了高都，楚国没有攻克雍氏而撤兵。